# 宝通寺
宝通寺，又名宝通禅寺，位于武汉市武昌区洪山南麓，为武汉四大佛教丛林之一。1959年被列为武汉市文物保护单位，1992年被列为湖北省文物保护单位。

## 歷史
宝通禅寺始建于南朝刘宋年间，初名东山寺，后唐贞观（627年-649年）年间易名弥陀寺，南宋端平年间(1234一1236年)，荆湖制置使孟珙为防范金兵南侵，上奏理宗皇帝颁发带金，下诏将随州大洪山幽济禅寺迁此，改东山为洪山，赐寺名为崇宁万寿掸寺。元末万寿禅寺毁于战火，此后几经毁坏，明成化二十一年（1485年）定名宝通禅寺。

辛亥革命时，蒋翊武任护理战时总司令，司令部就设在宝通寺。武昌防御使兼北面招讨使谭人凤曾以宝通寺作为使署，进行北谈判。山之东有公墓安葬北伐中戰死的官兵。中国国民党清党后，王仲友曾隐藏在寺内，出寺后仍被胡宗铎、陶钧杀害，方丈问贤为此也被捕入狱。后来王與江(佐芝)两人遗体由问贤方丈及莲溪寺方丈体空和尚秘密收拾埋葬。
1924年，持松法師从日本高野山学习真言宗，将唐密的法脉传回中国大陆，以宝通寺爲弘法道场。

### 共和國後
寺廟因历代帝王官府的护持，累積有大片田產可供出讓收租，作為寺廟的主要经济来源，和尚也参加一些劳动。共和國後，源成方丈拥护土改政策，主动将寺有的120多担田和170多担地退押清算，将土地分给农民。继而组织僧众开茶社，办素食堂，经营火葬场等以「生产自救」。后又组成武昌第一毛巾生产组，逐步再发展成光辉毛巾厂、国营武昌手帕厂，源成任副厂长。
1958年全市僧尼集中时，武昌各寺庙的佛像、文物都集中於宝通寺，當中最珍贵的是铁佛寺唐代天宝年间铸造的3尊(两大一小)铁佛，還有宋代孟珙所铸铁钟。文化大革命中寺廟受到损害最大，佛像被毁，寺庙被他单位占用，僧人被迫还俗，3尊铁佛全部被毁，唯铁钟犹存。雄踞山门的1对明初精雕石狮也被砸破，后经精工粘补，始复原如初。1988年寺廟重開。

## 建築
现存建筑多为光绪年间重建，是历代的皇家寺院，同时也是武汉现存最古老的寺院。寺内有洪山八景（东岩、云扃、怀樽、翠屏、栖霞、狮子峰、仙人石、寿泉），并珍藏着珍贵文物，如宋代古钟为湖北现存佛教文物中最古老的大型冶炼法器，另有密宗日式建筑的法界宫，内有飞来巨石，神韵十足。
寺后的洪山南坡上有洪山宝塔和洪山摩崖石刻，均为湖北省文物保护单位。
- 山门
- 弥勒殿
- 大雄宝殿
- 藏经楼